# Saxifraga flagellaris
Saxifraga flagellaris là một loài thực vật có hoa trong họ Saxifragaceae. Loài này được Willd. miêu tả khoa học đầu tiên năm 1810.